# Osudy dobrého vojáka Švejka za světové války
Osudy dobrého vojáka Švejka za světové války (1921–1923, většinou zkracováno jako Osudy dobrého vojáka Švejka či hovorově jen Švejk) je čtyřdílný protiválečný humoristický román českého spisovatele Jaroslava Haška, několikrát zfilmovaný i zdramatizovaný. Je to nejpřekládanější český román, v roce 2013 byl přeložený do 58 jazyků. Jde o nejvýznamnější Haškovo dílo, které je mnoha lidmi spojováno s kongeniálními ilustracemi Josefa Lady. Smrt Haškovi nedovolila toto dílo dokončit.

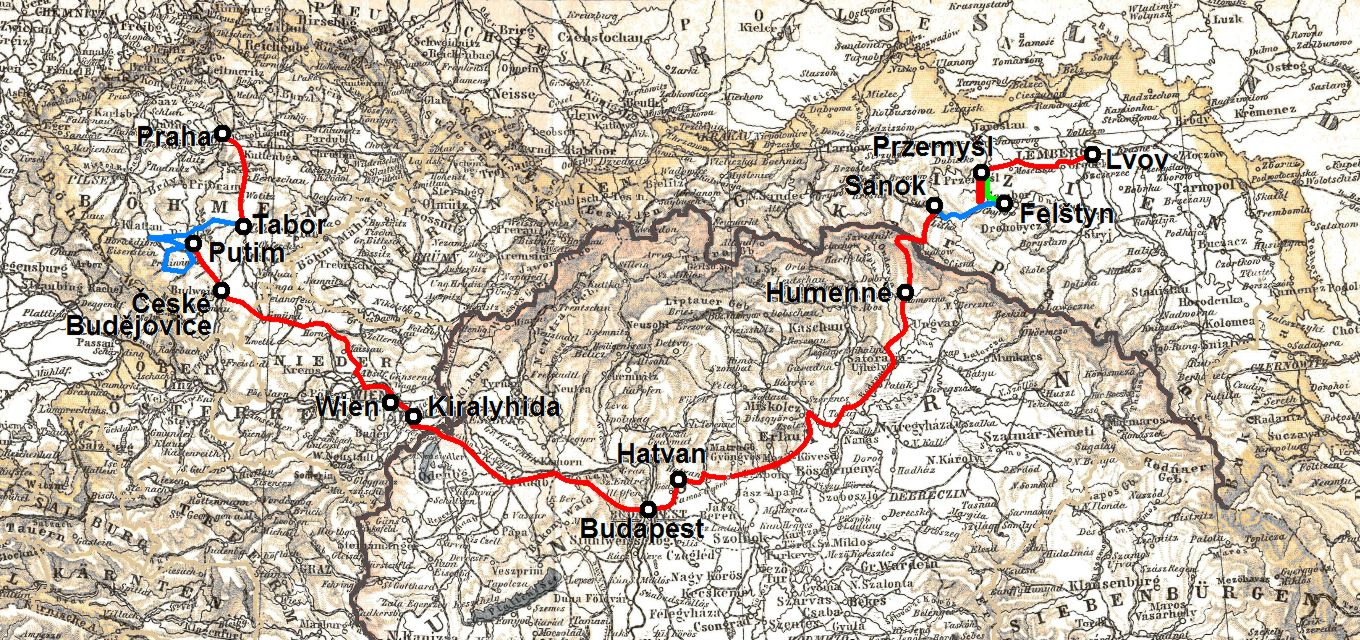
Mapa Švejkova putování popsaná v knize

Inspirací k sepsání románu Haškovi byly mj. jeho zážitky z 1. světové války, zejména jeho působení v řadách 91. pěšího pluku Rakousko–uherské armády. Ve svém románu dokonce použil pravá jména některých příslušníků tohoto pluku (hejtman Ságner, nadporučík Lukáš, účetní šikovatel Vaněk) a pravá jména míst, kterými vojáci pluku procházeli. Inspiraci k příhodám románové postavy Josefa Švejka byly příhody různých lidí, se kterými se Hašek poznal, mj. příhody skutečného důstojnického sluhy nadporučíka Lukáše, který se jmenoval František Strašlipka.

## Charakteristika románu
Jednotlivé díly románu mají tyto názvy:
- V zázemí (1921),
- Na frontě (1922),
- Slavný výprask (1922),
- Pokračování slavného výprasku (1923); již první vydání tohoto Haškem nedokončeného dílu vyšlo s pokračováním Karla Vaňka, který v tomtéž roce vydal ještě díl pátý a šestý (viz Vaňkovo pokračování románu Osudy dobrého vojáka Švejka).

Haškovo dílo není snadné žánrově zařadit. Zdaleka to není jen humoristický román. Je to zároveň tragikomická satira líčící velice přesvědčivě s pomocí všemožných karikatur, podivných figurek a neobvyklých situací žalostné poměry panující v rozkládajícím se Rakousku-Uhersku. K tomu Hašek využívá i žánr grotesky a frašky, volí jednoduché a srozumitelné výrazové prostředky, píše přehledně a jazykem obyčejného člověka, vše směřuje k zesměšnění nesmyslného válčení a starého řádu. Kompozice románu pak připomíná pikareskní román, kde je hlavním hrdinou tzv. píkaro (šibal), který zosobňuje ideál lidové podnikavosti a chytrosti, prochází celou řadou více či méně napínavých příhod a snaží se za každou cenu přežít.
Hlavní hrdina knihy Josef Švejk má sochy a pomníky ve světě v celé řadě měst, například v Humenném na Slovensku, v polském Přemyšlu a Sanoku, v ruském Petrohradu, Samaře, Omsku a Bugulmě, v ukrajinském Kyjevě, Lvově a Doněcku. První sochu Švejka v České republice odhalili v roce 2014 v Putimi, kde se odehrávala část příběhu. Část příběhu se také odehrávala v jistém hostinci U kalicha v Praze, ten od roku 1907 opravdu existuje, na rozdíl od knihy však zde byl provozován i nevěstinec, Marie Müllerová byla ve skutečnosti mladá bordeldáma a Josef Palivec nebyl majitel, ale číšník hubené postavy, který zde pracoval v letech 1912–1914. Hlavní postavu a další aspekty z knihy používá také největší gastronomický franchisingový řetězec s více než 50 provozovnami Švejk restaurant.

## Obsah románu

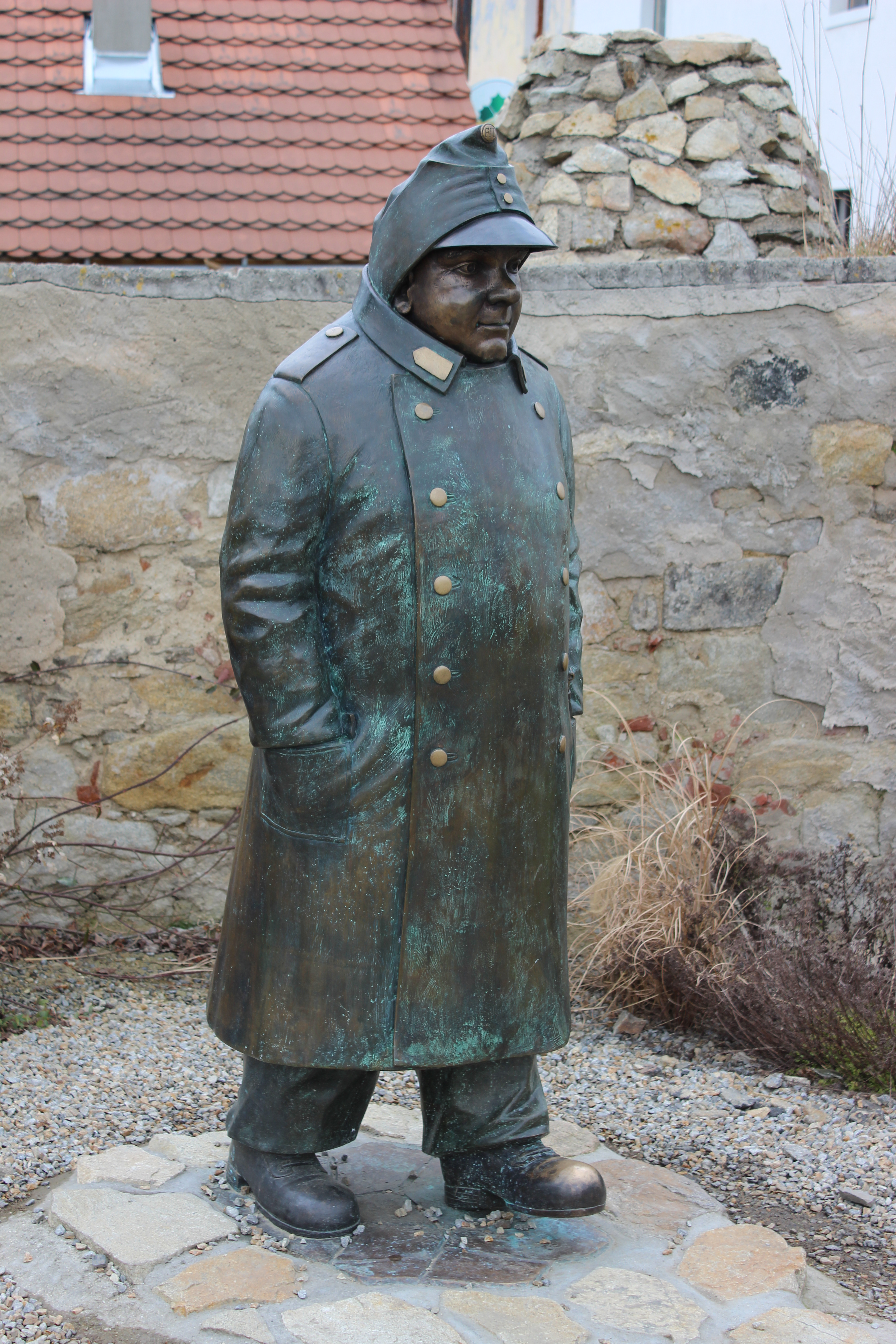
Pomník Švejka v Putimi

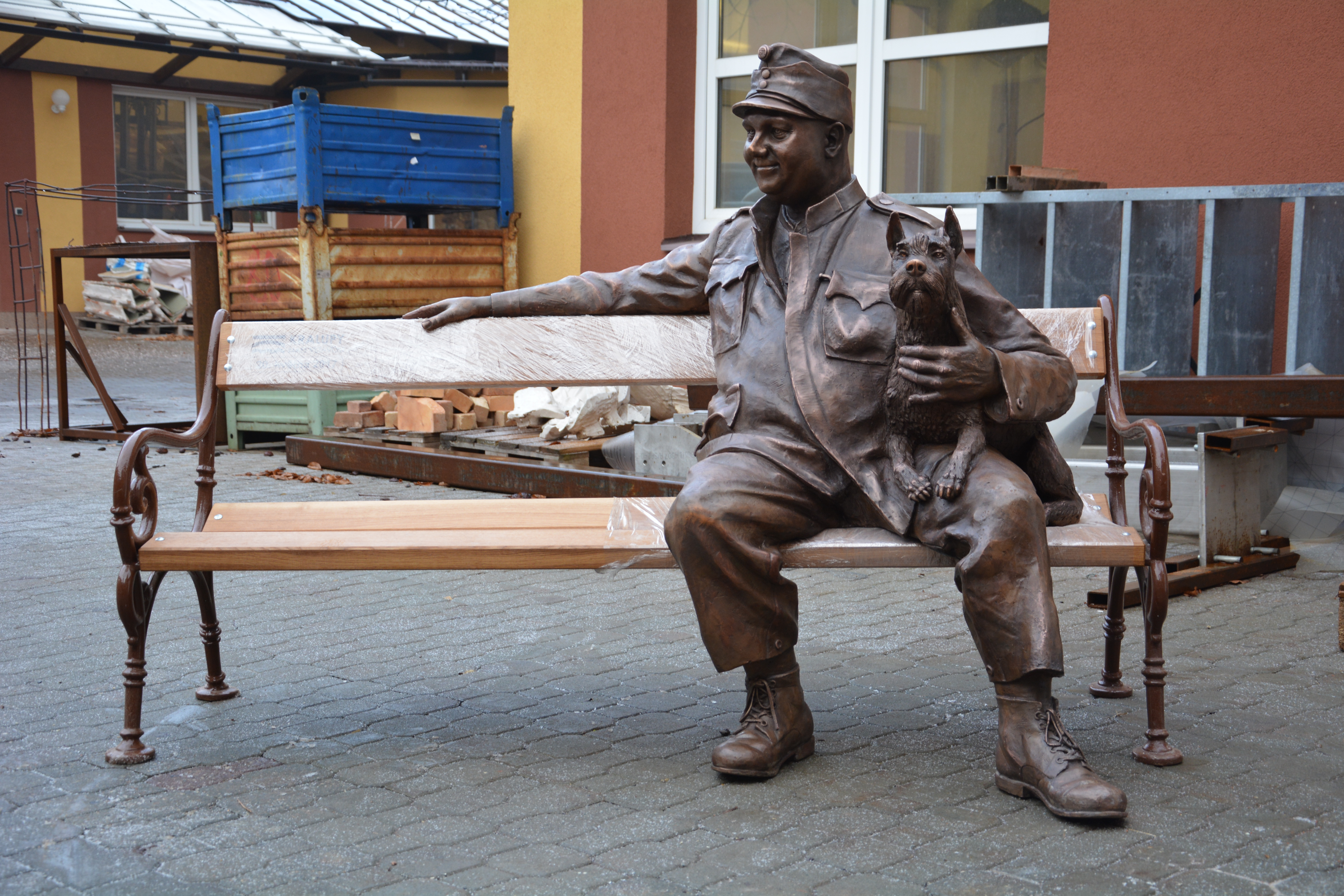
Pomník Švejka v Kralupech nad Vltavou

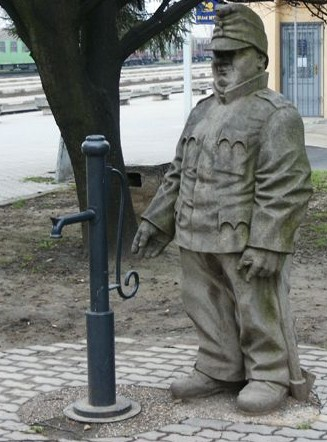
Pomník Švejka v Humenném, Slovensko

### V zázemí
Na začátku knihy oznamuje Švejkovi posluhovačka paní Müllerová slovy „Tak nám zabili Ferdinanda“, že v Sarajevu byl zavražděn arcivévoda František Ferdinand d'Este. V pražském hostinci U Kalicha se Švejk setkává s tajným policistou Bretschneidrem, který nechá zavřít sprostého hostinského Palivce do vězení pro velezradu za odpověď na otázku, kde je obraz císaře pána (hostinský řekl „na půdě, sraly na něj mouchy"). Zatčen je i Švejk, protože tvrdí, že bude válka. Ocitne se na policejním ředitelství a poté v blázinci. Když válka skutečně vypukne, je Švejk povolán na vojnu. Protože trpí silným revmatismem, veze ho k odvodu paní Müllerová na kolečkovém křesle. Švejk přitom mává berlemi a křičí „Na Bělehrad“, čímž způsobí obrovské pozdvižení. Pak je léčen v nemocnici pro simulanty u doktora Grünsteina, pobývá na garnizóně (vojenské vězení), slouží u polního kuráta Katze a poté, co jej věčně opilý Katz prohraje v kartách, skončí jako vojenský sluha (pucflek) u nadporučíka Lukáše, známého mnoha milostnými aférami. Když mu nadporučík přikáže, aby mu sehnal stájového pinče, Švejk jej pro něho ukradne. Ukáže se však, že pes patřil plukovníkovi Krausovi von Zillergut a nadporučík Lukáš je poslán do Českých Budějovic k 91. pěšímu pluku, který se připravuje k odjezdu na frontu. Švejk jede pochopitelně s ním a říká nadporučíkovi, že „to bude něco nádhernýho, když voba padneme spolu za císaře pána a jeho rodinu…“

### Na frontě
Do Českých Budějovic jede nadporučík Lukáš se Švejkem rychlíkem a Švejkovi se přihodí nehoda. Baví se s železničním zaměstnancem o problematice záchranných brzd a možná on, možná oba za tuto brzdu zatáhnou a způsobí nenadálé zastavení vlaku. V Táboře je Švejk vyveden na nádraží kvůli sepsání protokolu a vlak mu mezitím ujede. Velitel nádraží mu poté, co zjistí, že Švejk nemá peníze na lístek, nařídí dojít do Českých Budějovic pěšky. Při této budějovické anabázi Švejk pěkně zabloudí, přihlouplým putimským strážmistrem Flanderkou je považován za ruského špióna a nakonec je ke svému pluku doveden četníkem jako údajný zběh. Se slovy „Poslušně hlásím, pane obrlajtnant, že jsem opět zde“, se radostně hlásí u nadporučíka Lukáše. U pluku se Švejk postupně seznamuje s nezapomenutelnými postavami knihy, jako je účetní šikovatel Vaněk, kuchař okultista Jurajda, jednoroční dobrovolník Marek nebo sapér Vodička. Setkává se i s karikaturami důstojníků, jako je přičinlivý až podlézavý kadet Biegler nebo omezený poručík Dub, v civilu gymnaziální profesor, jehož oblíbeným koníčkem je buzerace vojáků a který svými radami otravuje život i zkušeným aktivním důstojníkům, jakými jsou hejtman Ságner nebo plukovník Schröder. Oblíbeným Dubovým rčením, které ve vzteku pokřikuje na vojáky, je „Ty mne ještě neznáš, ale až mne poznáš, já tě přinutím až k pláči“.
Švejkův pluk je brzy poslán na frontu a přemístěn do města Királyhidy na rakousko-uherském pomezí. Zde se nadporučík Lukáš opět zaplete do dalšího milostného dobrodružství s vdanou paničkou a pošle Švejka s dopisem ke své vyvolené. Švejk doprovázený sapérem Vodičkou se dostane do rvačky s jejím manželem, která skončí jako hromadná pouliční bitka. Za to jsou oba zatčeni. Nadporučík Lukáš si musí najít nového sluhu, kterým se stane věčně nenažraný tlustý obr Baloun, neustále ztrpčující svému pánovi život tím, že mu všechno sní. Po propuštění se Švejk stane ordonancem (= vojenským poslem) své 11. marškumpanie a loučí se se sapérem (= ženistou) Vodičkou slovy „Až bude po tý vojně, tak mě přijeď navštívit. Najdeš mě každej večer od šesti hodin u Kalicha na Bojišti.“

### Slavný výprask
91. pěší pluk je opět naložen do vlaku, který jej veze jako „novou skupinu lidí hnaných na jatky“ do Haliče na ruskou frontu. Hašek tuto pouť přes celé Uhry popisuje tak, že se román stává skutečnou obžalobou války a stupidních důstojníků, kterým nejde o nic jiného než o vlastní prospěch bez ohledu na osudy vojáků, kterým mají velet. Jejich schopnosti Hašek popisuje takto: „Byl to pán velkých vojenských schopností, které se mu vrazily do nohou ve formě podágry“. Názory prostých vojáků na válku charakterizuje Hašek slovy: „Po celou dobu železniční přepravy bataliónu, který měl sklízet válečnou slávu, až projde pěšky od Laborce východní Haličí na front, vedly se ve vagónu, kde byl jednoroční dobrovolník a Švejk, opět podivné řeči, víceméně velezrádného obsahu“.
Na konci dílu je Švejk vyslán jako kvartýrmachr zajistit pro svou kumpanii nocleh ve Felštýně. Když Švejk dojde k malému rybníku, setká se tam s uprchlým ruským zajatcem, který se tam koupal a po spatření Švejka se dal nahý na útěk. Švejk si oblékne jeho uniformu, protože je zvědav, jak by mu asi slušela. V této uniformě ho najde patrola polního četnictva, která tohoto ruského uprchlíka hledala. Jsou to Maďaři, kteří Švejkovi nerozumí a přes jeho protesty ho zařadí do transportu ruských zajatců určených pracovat na opravě železniční trati. Tak Švejk upadne omylem do rakouského zajetí.

### Pokračování slavného výprasku
Poté, co je zjištěno, že Švejk je Čech, je na něj pohlíženo jako na zběha a polní soud ho odsoudí k smrti. Duchovní útěchu před popravou mu má poskytnout polní kurát Martinec, původně skutečně nábožensky založený muž, který stykem s opilými důstojníky postupně mravně upadá, což si nepřestává v skrytu duše neustále vyčítat. Švejk jej však považuje za dalšího vězně a svými proslovy jej tak vyděsí, že Martinec z cely prchne na důstojnický večírek, kde se zpije do bezvědomí „s přesvědčením, že se hraje o jeho duši a on sám že je mučedníkem“.
Nakonec se vše vysvětlí a Švejk se opět ocitne u své marškumpanie. Haškův text pak končí proslovem poručíka Duba „S okresním hejtmanem jsme vždy říkávali: Patriotismus, věrnost k povinnosti, sebepřekonání, to jsou ty pravé zbraně ve válce! Připomínám si to zejména dnes, když naše vojska v dohledné době překročí hranice“. Vše, co případně v knize následuje za touto větou, je pokračování dopsané od Karla Vaňka.

## Vývoj Švejkovy postavy

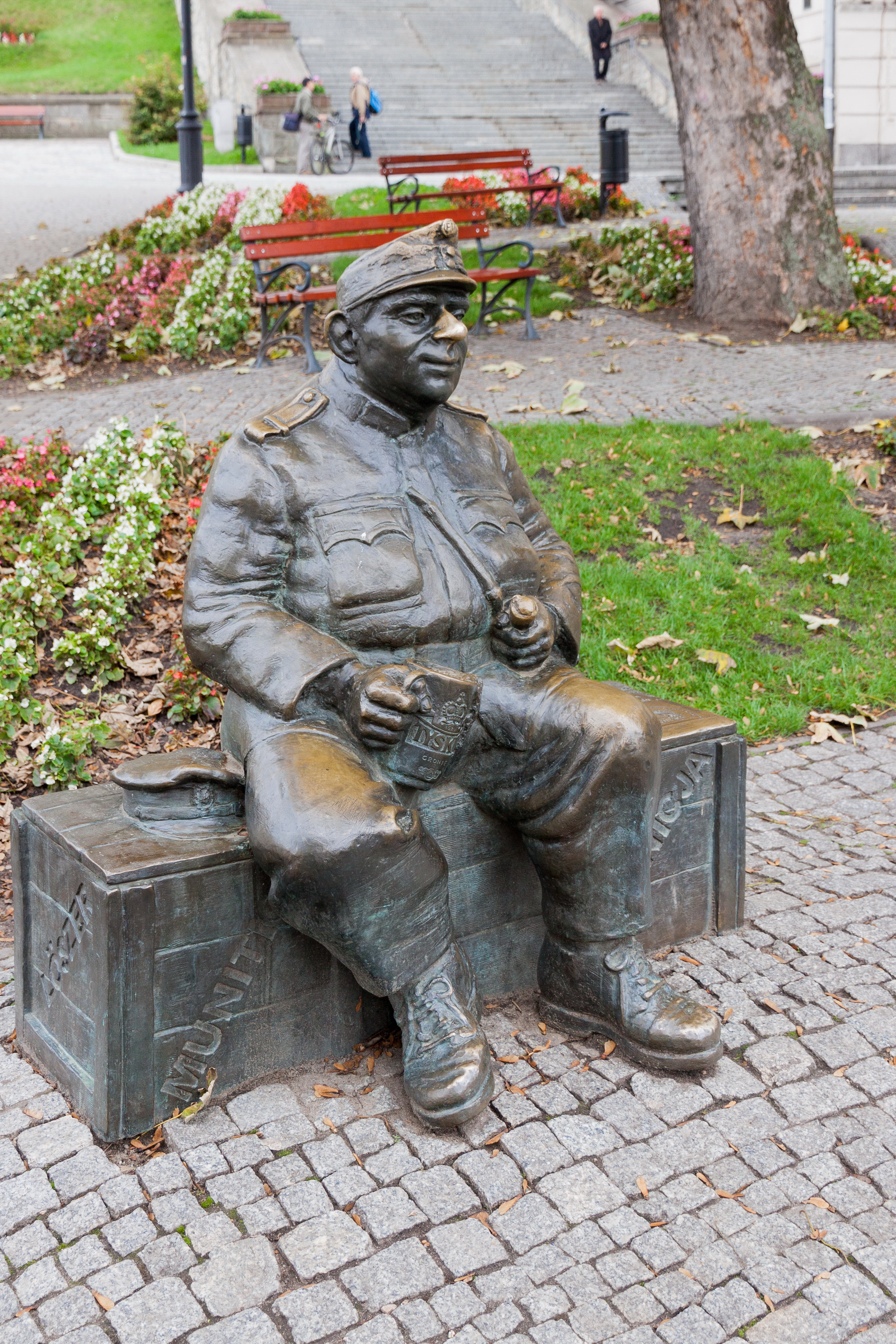
Pomník Švejka v Přemyšlu, Polsko

Nápad napsat knihu o dobrovolníkovi, který je lehce slabomyslný, dostal Jaroslav Hašek již roku 1911, když si po příchodu z hospody napsal na kousek papíru slova: „Pitomec u kumpanie. Dal se sám vyzkoušet, aby vystupoval jako řádný vojín.“ V duchu svého přesvědčení, že na militantní Rakousko-Uhersko (a na jakýkoliv totalitní systém vůbec) nejlépe platí pitomec, který obrátí blbost představitelů takovéhoto systému proti nim samým, vydal pak Hašek roku 1912 knihu Dobrý voják Švejk a jiné podivné historky. Švejkova pitomost však již tehdy byla poněkud odlišná od pitomosti běžného blbce. Švejk dokázal vrhnout na důstojníka takový „dětský jasný pohled“, že důstojník nevěděl „má-li se smát či zlobit“. Švejkova blbost tak dokázala nejen odzbrojit, ale přimět i k zamyšlení nad sebou samým.
Povídkový náčrt Švejkovy postavy Hašek hojně využíval i při jiných příležitostech, například ve scénářích ke kabaretním vystoupením. Po vypuknutí první světové války se pak ke Švejkovi vrátil roku 1917, kdy pobýval v ruském zajetí. V červnu tohoto roku vydal v Kyjevě v knihovničce časopisu Čechoslovan novelu Dobrý voják Švejk v zajetí. V příběhu se již vyskytují zárodky budoucího románu. Líčí v něm vypuknutí války a Švejkovu snahu dostat se na vojnu, pobyt ve vojenském vězení a v blázinci, přidělení k 91. pěšímu pluku a služba vojenského sluhy u sadistického fenricha Dauerlinga, který nenávidí Slovany. Je zde i pověstná příhoda s ukradeným psem, po které následuje odjezd na frontu. Na samém konci příběhu pak Švejk Dauerlinga nechtěně zastřelí, když mu chce jen prostřelit rameno, o což jej Dauerling sám požádal, aby se tak dostal z bojiště. Švejk pak přeběhne k Rusům a je ve vlasti obviněn z velezrady.
V románu Osudy dobrého vojáka Švejka se Švejkova postava dostala na úplně jinou, podstatně hlubší úroveň. Nejde zde již vůbec o jednoznačného blba. Švejk je naopak pozoruhodný právě tím, že se u něj instinktivní statečnost a jakýsi smysl pro pořádek nepojí s očekávanou hloupostí nebo nedostatkem smyslu pro realitu. Švejkova osobnost, tak jak ji Hašek představuje, překvapuje na jedné straně neutuchajícím životním elánem, na straně druhé jakousi životní rezignací, odevzdaností a smířením se s osudem. Jako by Švejkovi scházely ambice a životní cíle. Tento paradox vyvolává pochybnosti, zda Švejk opravdu jedná podle toho, co si myslí. Švejk se umí vysmívat, dělá to často a i velice inteligentně, ale motivací jeho doslovného plnění příkazů svých nadřízených není výsměch, alespoň ne jeho vlastní. To Hašek sám se směje, že postava tak ctnostná jako Švejk by byla jak mimo dosah pochopení svých současníků, tak i mimo konstrukční parametry dané třídící a jateční linky, což by paradoxně zlepšilo jeho šance válečnou katastrofu přežít. Tento hlavolam autorského záměru je drogou, která udržuje milióny příznivců po celém světě, není ale běžné se setkat se slovní formulací jeho řešení. Snad omylem je tedy postava dobrého vojáka Švejka občas ukazována jako typický příklad české národní povahy.
O velice těžké interpretaci své postavy sám Hašek píše v doslovu k prvnímu dílu románu: „Nevím, podaří-li se mi vystihnout touto knihou, co jsem chtěl. Již okolnost, že slyšel jsem jednoho člověka nadávat druhému: „Ty jsi blbej jako Švejk,“ právě tomu nenasvědčuje. Stane-li se však slovo Švejk novou nadávkou v květnatém věnci spílání, musím se spokojit tímto obohacením českého jazyka“. Přinejmenším tuto zásluhu dnes Haškovi nelze upřít – slova švejk, švejkovina nebo švejkovství se stala (v přeneseném významu) běžnou součástí české slovní zásoby.
Těžko lze říci, jak by se Švejkova postava vyvíjela dál, kdyby Hašek svůj román dokončil. Maličko soudit lze snad jen podle autorova spisu Velitelem města Bugulmy, kde popisuje dobu, kdy byl rudým komisařem v Rusku.

## Adaptace

### Pokračování od jiných autorů
Již první vydání Haškem nedokončeného díla vyšlo s pokračováním Karla Vaňka, který roku 1923 dopsal díl čtvrtý a v tomtéž roce vydal ještě díl pátý a šestý (viz Vaňkovo pokračování románu Osudy dobrého vojáka Švejka).
Využití Švejkovy postavy ke kritice komunismu je pak kniha Osudy dobrého vojáka Švejka po druhé světové válce od Josefa Jaroslava Marka (pseudonym Martina Petišky) napsaná v době normalizace.

### Komiksové adaptace
- Josef Lada: Osudy dobrého vojáka Švejka ve světové válce (1923–1925), 90dílný obrázkový seriál z Českého slova s převyprávěným komentářem a ilustracemi Josefa Lady (6 obrázků na jeden díl), adaptuje Haškovy knihy a domýšlí vlastní dokončení s inspiracemi z Vaňkova pokračování[8], souborně knižně pod názvem Můj přítel Švejk (poprvé souborně 1963)[9]
- Tibor Horváth: Dobrý voják Švejk (maďarsky Švejk 1973[10], česky 1991), ilustrace Attila Dargay
- Martin Čáp, Martin Jaroš: Švejk – komiks (2011), ilustrace Petr Vyoral

### Audioknihy
- Osudy dobrého vojáka Švejka, Supraphon 1977–1983, načetl Jan Werich, některé postavy četli Vlasta Burian, Jiřina Šejbalová a František Filipovský
- Osudy dobrého vojáka Švejka, Popron Music 2010, načetli postupně Josef Somr, Bohumil Klepl, Petr Nárožný, Miroslav Donutil, Václav Postránecký, Václav Vydra, Arnošt Goldflam, Rudolf Hrušínský ml., Martin Dejdar a Pavel Zedníček
- Osudy dobrého vojáka Švejka, Radioservis 2013, načetl Oldřich Kaiser
- Osudy dobrého vojáka Švejka, Audiotéka 2016, 203 lidí za 24 hodin načetlo první díl v rámci fóra Meltingpot, které bylo součástí festivalu Colours of Ostrava, vznikla audiokniha s nejvíce interprety u nás a byla zaznamenána v České knize rekordů pod záštitou pelhřimovské agentury Dobrý den[11]

### Dramatizace
- Emil Artur Longen: Dobrý voják Švejk ve světové válce (1921)
- Felix Bartoš: Švejk v zákopech (1925)
- Felix Bartoš: Švejk válčí v civilu (1927), dle námětu Karla Vaňka
- Max Brod a Erwin Piscator: Abenteuer des braven Soldaten Schwejk (1929)
- Felix Bartoš: Švejk táhne do boje (1929), dle románu Karla Vaňka
- Emil František Burian: Dobrý voják Švejk
- Bertolt Brecht: Schweyk im Zweiten Weltkrieg (1943, Švejk v druhé světové válce) – Brechtova hra přesouvá (s mnoha úpravami) děj Haškova Švejka do prostředí protektorátní Prahy, nejde tak o dramatizaci v pravém slova smyslu, spíše o jakousi osobitou parafrázi
- Pavel Kohout: Josef Švejk aneb Tak nám zabili Ferdinanda a jiné citáty z Osudů dobrého vojáka Švejka (1964)
- Václav Postránecký: Muzikál Švejk (2008)
- BBC Radio 4 vysílalo roku 2008 dvoudílnou rozhlasovou adaptaci, v hlavní roli Sam Kelly[12]
- Divadlo Klauniky Brno: A kdo je Švejk? (2019)

### Filmové adaptace
Pokud není u filmu uvedena země původu, jde o československý snímek.
- Dobrý voják Švejk (1926), černobílý němý film, režie Karel Lamač, v hlavní roli Karel Noll
- Švejk na frontě (1926), němý film, režie Karel Lamač, v hlavní roli Karel Noll
- Švejk v ruském zajetí (1926), němý film, režie Svatopluk Innemann, v hlavní roli Karel Noll
- Švejk v civilu (1927), němý film podle původního námětu Karla Vaňka, režie Gustav Machatý, v hlavní roli Karel Noll
- Osudy dobrého vojáka Švejka (1930), společný sestřih prvních třech filmů s Karlem Nollem v hlavní roli
- Dobrý voják Švejk (1931), černobílý hraný film, režie Martin Frič, v hlavní roli Saša Rašilov
- Schweik's New Adventures (1943, Švejk bourá Německo), Velká Británie, černobílý hraný film, režie Karel Lamač, v hlavní roli Lloyd Pearson,
- Osudy dobrého vojáka Švejka (1954), barevný loutkový film (3 díly), režie Jiří Trnka, vypráví Jan Werich
- Dobrý voják Švejk (1956), barevný hraný film, režie Karel Steklý, v hlavní roli Rudolf Hrušínský
- Poslušně hlásím (1957), barevný hraný film, režie Karel Steklý, v hlavní roli Rudolf Hrušínský, pokračování předcházejícího snímku z roku 1956
- Der brave Soldat Schwejk (1960, Dobrý voják Švejk), černobílý film ze Spolkové republiky Německo, režie Axel von Ambesser, v hlavní roli Heinz Rühmann
- Schwejks Flegeljahre (1963, Švejkova klackovitá léta), černobílý film z Rakouska, režie Wolfgang Liebeneiner, v hlavní roli Peter Alexander
- Die Abenteuer des braven Soldaten Schwejk (1972–1976, Osudy dobrého vojáka Švejka), 13dílný televizní seriál, Rakousko, režie Wolfgang Liebeneiner, v hlavní roli Fritz Muliar
- Osudy dobrého vojáka Švejka (1986), loutkový film (9 dílů), režie Stanislav Látal, postavu Švejka mluví Petr Haničinec, využívá scény ze stejnojmenného loutkového seriálu z roku 1954
- Opowieść o Józefie Szwejku i jego najjaśniejszej epoce (1995, Povídka o Josefu Švejkovi a jeho císařské době), televizní seriál, Polsko, režie Włodzimierz Gawroński, v hlavní roli Jerzy Stuhr
- Dobrý voják Švejk (2009,The Good Soldier Shweik), animovaný film, Ukrajina a Spojené království, režie Robert Crombie, v českém znění Ladislav Potměšil[13][14][15][16]
- Pochožděnija bravogo soldata Švejka (Похождения Бравого Солдата Швейка) (2012, Osudy dobrého vojáka Švejka), animovaný film, Ukrajina a Rusko, režie Rinat Gazizov[17][18]

### Hudba
- Podle románu napsal americký skladatel Robert Kurka (1921–1957) operu The Good Soldier Schweik (Dobrý voják Švejk), která měla premiéru v dubnu roku 1958 v New Yorku. Švejkova postava v opeře je tenor.
- Roku 2001 měl v Berlíně premiéru německý muzikál Schweyk it Easy s hudbou Konstantina Weckera.